# Coupe d'Angleterre de football 1982-1983
Navigation
Coupe d'Angleterre 1981-1982 Coupe d'Angleterre 1983-1984
La Coupe d'Angleterre de football 1982-1983 est la 102e édition de la Coupe d'Angleterre de football. Le club de Manchester United remporte sa cinquième Coupe d'Angleterre de football au détriment de Brighton & Hove Albion sur le score de 4-0 au cours d'une finale rejouée après un premier match nul 2-2 dans l'enceinte du stade de Wembley à Londres.

## Quarts de finale
Les matchs sont joués le 12 mars 1983.
| Équipe 1               | Résultat | Équipe 2            |
| ---------------------- | -------- | ------------------- |
| Burnley FC             | 1 - 1    | Sheffield Wednesday |
| Brighton & Hove Albion | 1 - 0    | Norwich City        |
| Manchester United      | 1 - 0    | Everton FC          |
| Arsenal FC             | 2 - 0    | Aston Villa         |

Le match entre Sheffield Wednesday et Burnley est rejoué le 15 mars 1983.
| Équipe 1            | Résultat | Équipe 2   |
| ------------------- | -------- | ---------- |
| Sheffield Wednesday | 5 - 0    | Burnley FC |

## Demi-finales
Les demi-finales se jouent le 16 avril 1983. 
| Équipe 1               | Résultat | Équipe 2            |
| ---------------------- | -------- | ------------------- |
| Brighton & Hove Albion | 2 - 1    | Sheffield Wednesday |
| Manchester United      | 2 - 0    | Arsenal FC          |

## Finale
Lors de la finale les deux équipes se séparent sur un score de 2-2 après prolongation. Lors de la prolongation Manchester United sera sauvé par un arrêt décisif de son gardien Gary Bailey, la finale doit être rejouée.
| Finale de la Coupe d'Angleterre 1983 | Manchester United           | 2 – 2   | Brighton & Hove Albion  | Wembley Stadium, Londres                  |                                           |
| 21 mai 1983 16:00                    | Stapleton 55e · Wilkins 72e | (0 – 1) | Smith 14e · Stevens 87e | Spectateurs : 99 059 Arbitrage : Alf Grey | Spectateurs : 99 059 Arbitrage : Alf Grey |
| 21 mai 1983 16:00                    | (rapport)                   |         |                         | Spectateurs : 99 059 Arbitrage : Alf Grey | Spectateurs : 99 059 Arbitrage : Alf Grey |

La finale est rejouée le 26 mai 1983.
| Finale de la Coupe d'Angleterre 1983 | Manchester United                                   | 4 – 0   | Brighton & Hove Albion | Wembley Stadium, Londres                  |                                           |
| 26 mai 1983                          | Dobson 25e (44) · Whiteside 30e · Muhren 62e (pen.) | (3 – 0) |                        | Spectateurs : 91 534 Arbitrage : Alf Grey | Spectateurs : 91 534 Arbitrage : Alf Grey |
| 26 mai 1983                          | (rapport)                                           |         |                        | Spectateurs : 91 534 Arbitrage : Alf Grey | Spectateurs : 91 534 Arbitrage : Alf Grey |

Brighton perd la première finale de son histoire, la même saison le club termine à la dernière place du championnat de première division anglaise et sera relégué en deuxième division.